# Droß
Droß ist eine Gemeinde mit 1034 Einwohnern (Stand 1. Jänner 2025) im Bezirk Krems-Land in Niederösterreich.

## Geografie
Droß liegt auf einem Hochplateau ungefähr 10 Kilometer von Krems an der Donau entfernt und im Waldviertel. Im Norden beginnt mit dem Gföhlerwald eine sehr waldreiche und hügelige Gegend, während sich im Westen mit dem Kremstal ein tiefes Flusstal erstreckt.

### Gemeindegliederung
Das Gemeindegebiet umfasst folgende zwei Ortschaften (in Klammern Einwohnerzahl Stand 1. Jänner 2025):
- Droß (1008)
- Droßeramt (26)

Die Gemeinde besteht aus den Katastralgemeinden Droß und Droßeramt.
Bei der großen Gemeindereform 1971 wurde Droß mit der benachbarten Gemeinde Stratzing zusammengelegt. Doch 1993 wurden die beiden Gemeinden wieder getrennt.

### Nachbargemeinden
|             | Gföhl   | Lengenfeld |
|             | Kompass |            |
| Senftenberg |         | Stratzing  |

## Geschichte
Durch seine Lage nördlich der Donau war das Gebiet des heutigen Droß in der Antike zu keiner Zeit Teil des Regnum Noricum, oder später des Römischen Reichs, sondern lag in der Germania Magna.
Die erste urkundliche Erwähnung findet sich 1135 als Drosche im vorletzten Regierungsjahr Markgraf Leopolds, ebenso wie der erste urkundliche Beleg für die, zum Droßner Schloss zugehörigen Georgskapelle. Droß bildete vom Mittelalter bis zur Revolution 1848 eine eigene Grundherrschaft, welche 1828 durch Eugen Graf von Falkenhayn mit der Herrschaft Rehberg vereinigt worden war.
Die vereinigten Herrschaften Droß und Rehberg besaßen die Ortsobrigkeit über die Orte Droß, Egelsee und dem Markt Rehberg.
1839 umfasste das Dorf Droß 78 Häuser mit 115 Familien (ca. 654 Einwohner). Die Pfarre und Schule waren Teil des Dekanats Krems, wobei das darüber befindliche Patronat der Herrschaft Droß oblag, welche auch die Orts- und Konskriptionsobrigkeit über Droß ausübte. Juristisch war es dem Magistrat Krems zugehörig, welches das Landgericht ausübte. Militärisch war es dem Werbbezirk des k. k. Infanterie-Regiment Nr. 49 zugewiesen. Grundherrlichkeiten besaßen im Ort die Herrschaften Droß und Senftenberg sowie auch die Pfarren Lengenfeld und Meisling.
Nach der Darstellung in Schweickhardts Topographie „Darstellung des Erzherzogthums Österreich unter der Ens“ befanden sich Ende der 1830er Jahre ein Brauer, ein Wirt, ein Fleischhauer, ein Bäcker, ein Schmied, zwei Maurer, ein Zimmermann, zwei Tischler, ein Wagner, ein Weber, vier Schuster und zwei Schneider im Ort. Ackerbau und Viehzucht spielten nur eine untergeordnete Rolle, da der Haupterwerb der Einwohner der Weinbau darstellte. An Industrie waren eine herrschaftliche Steingutfabrik, eine Ziegelbrennerei und die Bierbrauerei vorhanden.
Laut Adressbuch von Österreich waren im Jahr 1938 in der Ortsgemeinde Droß ein Bäcker, ein Fleischer, ein Friseur, zwei Gastwirte, drei Gemischtwarenhändler, ein Hafner, eine Milchgenossenschaft, ein Schmied, eine Schneiderin, zwei Schuster, zwei Tischler und einige Landwirte ansässig.
Die beiden Gemeinden Droß und Stratzing wurden 1971 im Zuge der niederösterreichischen Gebietsreform zusammengelegt, jedoch 1993 wieder getrennt.

## Wappen
Blasonierung: Gespalten; vorne in Grün eine silberne heraldische Lilie, hinten in Rot ein goldener, aufgerichteter schwarz bewehrter Löwe.
Die Lilie ist das Zeichen des Wallfahrtsortes Droß, der Löwe stammt aus dem Wappen des Erbauers des Schlosses, Georg Freiherr von Pichelsdorf. Die Wappenverleihung erfolgte am 18. November 1997.

## Bevölkerungsentwicklung
| Droß: Einwohnerzahlen von 1869 bis 2025             | Droß: Einwohnerzahlen von 1869 bis 2025 | Droß: Einwohnerzahlen von 1869 bis 2025 | Droß: Einwohnerzahlen von 1869 bis 2025 | Droß: Einwohnerzahlen von 1869 bis 2025 |
| --------------------------------------------------- | --------------------------------------- | --------------------------------------- | --------------------------------------- | --------------------------------------- |
| Jahr                                                |                                         |                                         |                                         | Einwohner                               |
| 1869                                                | 1869                                    |                                         | 571                                     | 571                                     |
| 1880                                                | 1880                                    |                                         | 581                                     | 581                                     |
| 1890                                                | 1890                                    |                                         | 540                                     | 540                                     |
| 1900                                                | 1900                                    |                                         | 553                                     | 553                                     |
| 1910                                                | 1910                                    |                                         | 571                                     | 571                                     |
| 1923                                                | 1923                                    |                                         | 589                                     | 589                                     |
| 1934                                                | 1934                                    |                                         | 519                                     | 519                                     |
| 1939                                                | 1939                                    |                                         | 499                                     | 499                                     |
| 1951                                                | 1951                                    |                                         | 515                                     | 515                                     |
| 1961                                                | 1961                                    |                                         | 485                                     | 485                                     |
| 1971                                                | 1971                                    |                                         | 535                                     | 535                                     |
| 1981                                                | 1981                                    |                                         | 591                                     | 591                                     |
| 1991                                                | 1991                                    |                                         | 648                                     | 648                                     |
| 2001                                                | 2001                                    |                                         | 778                                     | 778                                     |
| 2011                                                | 2011                                    |                                         | 951                                     | 951                                     |
| 2021                                                | 2021                                    |                                         | 1.025                                   | 1.025                                   |
| 2025                                                | 2025                                    |                                         | 1.034                                   | 1.034                                   |
| Quelle(n): Statistik Austria, Gebietsstand 1.1.2021 |                                         |                                         |                                         |                                         |

Die Einwohnerzahl von Droß nimmt zu, da sowohl die Geburtenbilanz als auch Wanderungsbilanz positiv sind, seit 1991 ist vor allem die Zuwanderung sehr stark.

## Religionen
Die Religionszugehörigkeit der Droßer Wohnbevölkerung setzt sich laut Volkszählung 2001 wie folgt zusammen:
| römisch-katholisch: | 91 %  |
| ohne Bekenntnis:    | 6 %   |
| evangelisch:        | 1 %   |
| islamisch:          | 0,8 % |
| orthodox:           | 0,4 % |
| Sonstige:           | 0,4 % |
| Unbekannt:          | 0,4 % |

## Gemeindepartnerschaften
- seit ?  Fatima in Portugal

## Politik

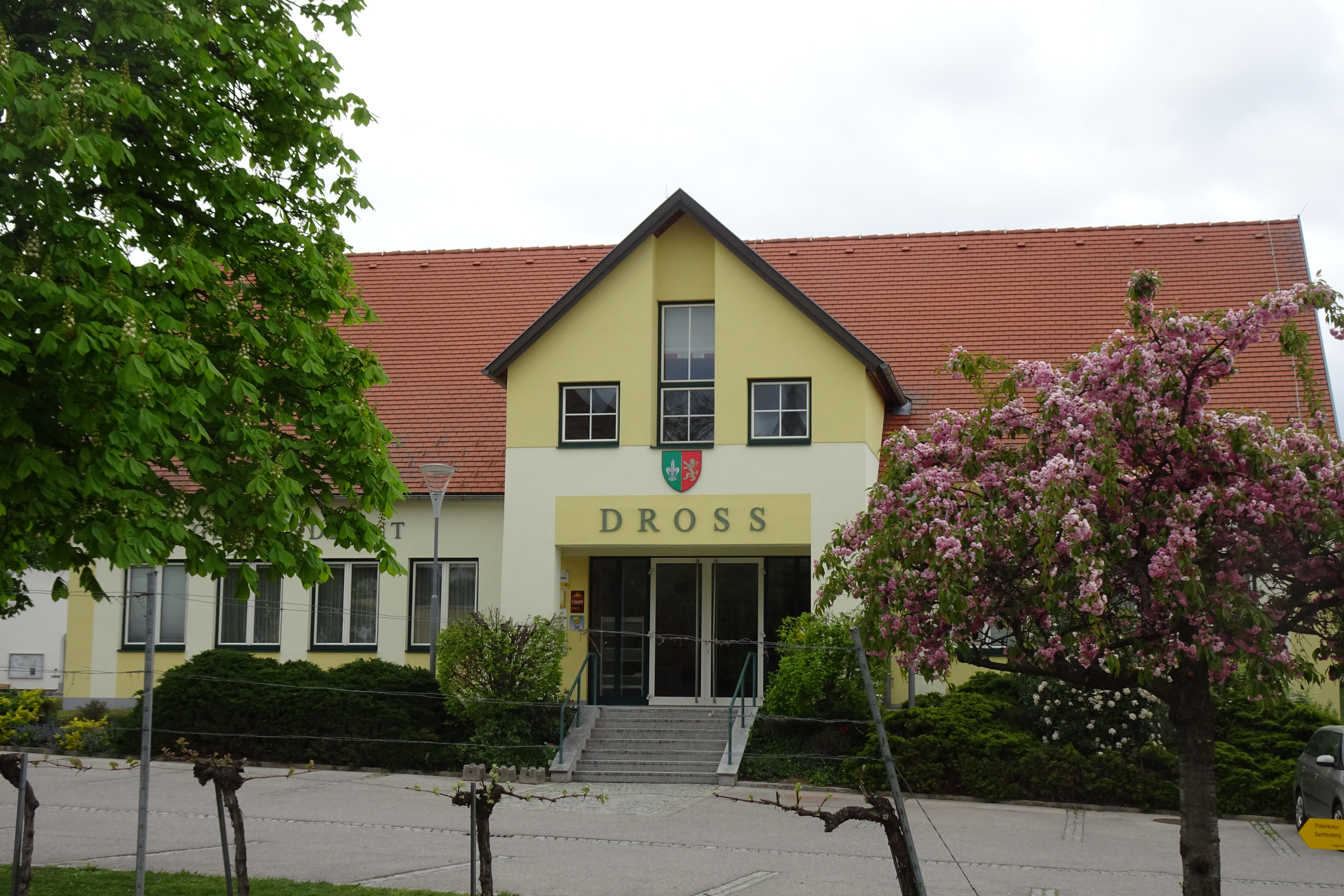
Gemeindeamt

Der Gemeinderat hat 19 Mitglieder (Stand seit Gemeinderatswahl 2025).
- Mit den Gemeinderatswahlen in Niederösterreich 1990 hatte der Gemeinderat folgende Verteilung: 7 ÖVP, 3 Bürgerforum Droß, 3 FPÖ und 2 SPÖ.
- Mit den Gemeinderatswahlen in Niederösterreich 1995 hatte der Gemeinderat folgende Verteilung: 6 ÖVP, 3 FPÖ, 3 SPÖ und 3 Bürgerforum Droß.[6]
- Mit den Gemeinderatswahlen in Niederösterreich 2000 hatte der Gemeinderat folgende Verteilung: 9 ÖVP, 3 FPÖ, 2 SPÖ und 1 Bürgerforum Droß.[7]
- Mit den Gemeinderatswahlen in Niederösterreich 2005 hatte der Gemeinderat folgende Verteilung: 9 ÖVP, 3 SPÖ und 3 FPÖ.[8]
- Mit den Gemeinderatswahlen in Niederösterreich 2010 hatte der Gemeinderat folgende Verteilung: 9 ÖVP, 3 SPÖ und 3 FPÖ.[9]
- Mit den Gemeinderatswahlen in Niederösterreich 2015 hatte der Gemeinderat folgende Verteilung: 9 ÖVP, 4 FPÖ und 2 SPÖ.[10]
- Mit den Gemeinderatswahlen in Niederösterreich 2020 hat der Gemeinderat folgende Verteilung: 11 ÖVP, 2 SPÖ und 2 FPÖ.[11]
- Mit den Gemeinderatswahlen in Niederösterreich 2020 hatte der Gemeinderat folgende Verteilung: 11 ÖVP, 2 SPÖ und 2 FPÖ.[11]
- Mit den Gemeinderatswahlen in Niederösterreich 2025 stieg die Mandatszahl des  Gemeinderates auf 19 Mitglieder und hat folgende Verteilung: 8 ÖVP, 8 Liste Zukunft Droß, 1 SPÖ und 2 FPÖ.[12]

Bürgermeister
- bis 2005 Josef Loidl (ÖVP)
- 2005–2025 Andreas Neuwirth (ÖVP)
- seit 2025 Lukas Hirmke (ÖVP)

## Kultur und Sehenswürdigkeiten

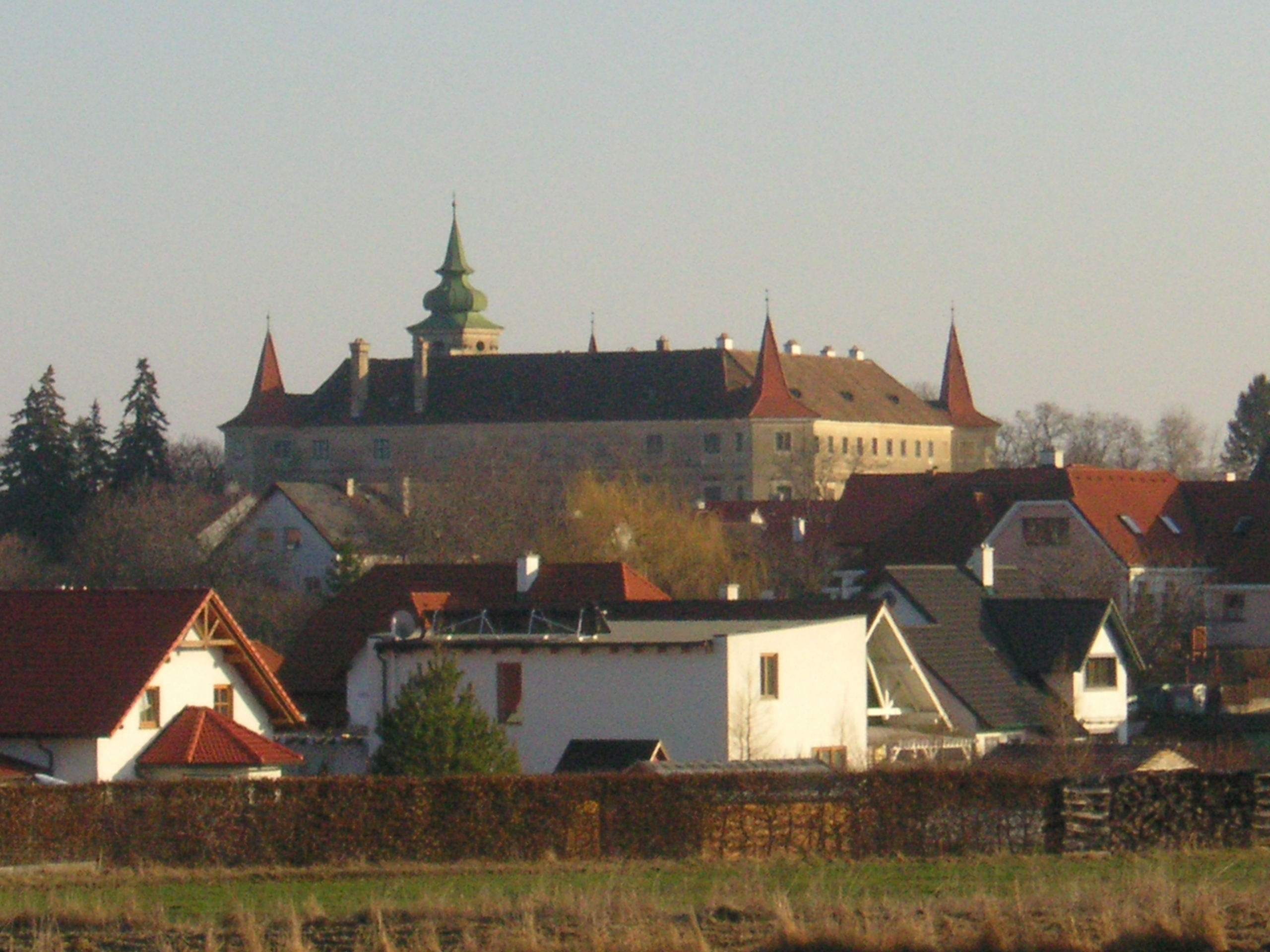
Schloss Droß

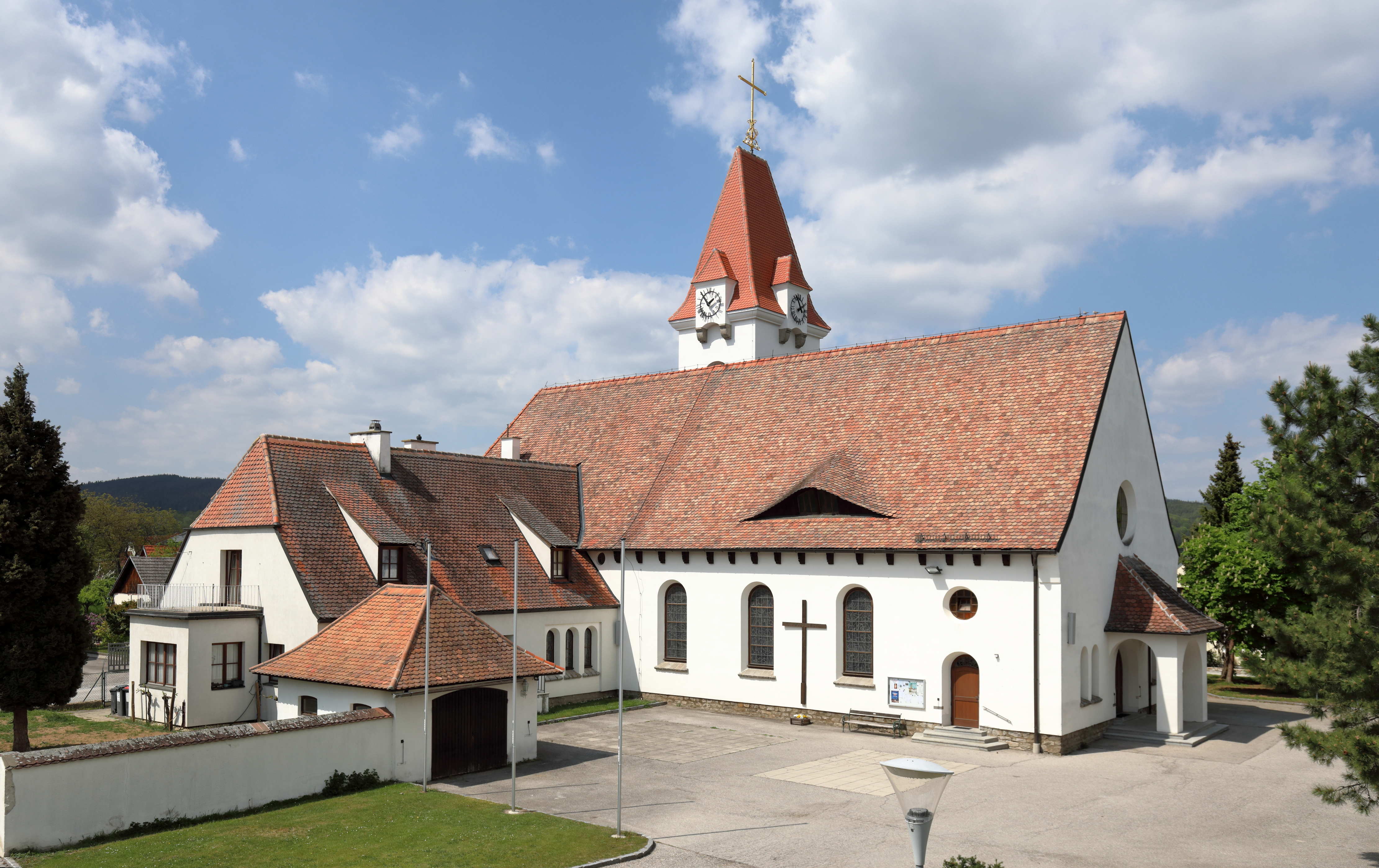
Pfarrkirche Droß

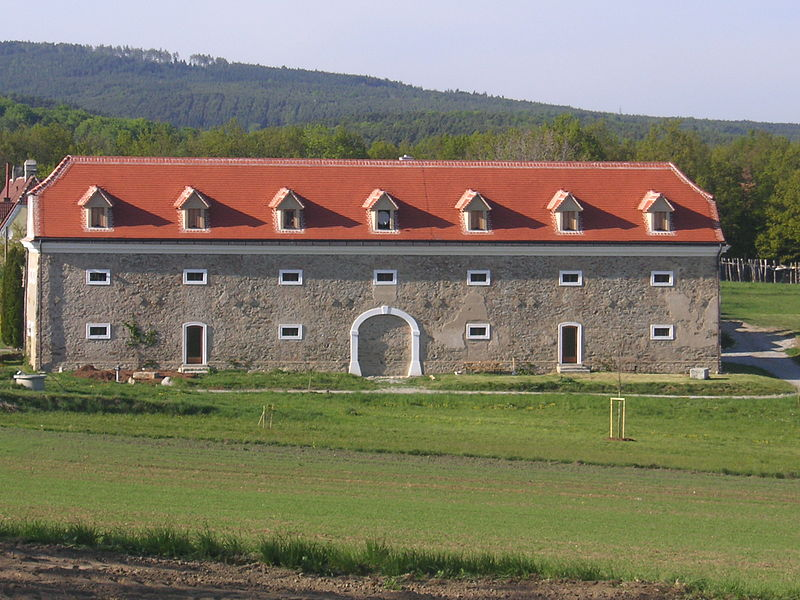
Körnerkasten Schäferhof

Kriegerdenkmal

- Schloss Droß: Das Schloss[13] wurde im 16. Jahrhundert erbaut und 1726 von Georg Freiherr von Pichelsdorf in der heutigen Form als mächtiger Vierkanter fertiggestellt. Der Renaissancebau mit spätbarocken Elementen hat 2 Stockwerke, vorspringende Ecktürme und einen hohen Uhrturm mit Zwiebelhelm über dem großen Rundportal. Im Innenhof befinden sich Laubengänge und ein Brunnen. Der Festsaal weist ein gut erhaltenes Deckenfresko auf.
- Schlosskapelle St. Georg: Sie war bis zur Errichtung eines Neubaues im Jahre 1953 als Pfarrkirche in Verwendung. Die Pfarre ist eine herrschaftliche Gründung aus der Zeit um 1300, die im 14. Jahrhundert im Pfründenverzeichnis ohne Angabe des Lehenherrn aufscheint. Nach dem Aussterben derer von Droß fiel die Lehenspfarre mit der Herrschaft an den Landesfürsten. Jörg Mühlfelder, dem Herzog Albrecht 1427 das „Haus Droß“ verlieh, erscheint 1429 als Lehnsherr der landesfürstlichen Pfarre.
- Pfarrkirche Droß: Die heutige Pfarrkirche Droß, ein von ihrem Stil her einmaliger Bau in der Diözese St. Pölten, wurde auf Initiative des damaligen Seelsorgers Franz Gravogel errichtet und am 3. Mai 1953 durch den damaligen Erzbischof von Wien Kardinal Franz König geweiht. Das Gnadenbild der Kirche, eine Marienstatue, wurde von Otto Moroder aus Mayrhofen im Zillertal geschaffen. Das ganze Jahr über, besonders aber zu den Fatimafeiern jeweils am 13. eines jeden Monats kommen die Wallfahrer mit ihren Anliegen nach Droß. Am 24. Juli 2016 etwa 00:00 Uhr fing das Kirchturmdach nach einem Blitzschlag Feuer. Der Dachstuhl wurde massiv beschädigt.[14][15]
- Körnerkasten Schäferhof: 30 Jahre lang war der Körnerkasten Schäferhof in Droß als halbverfallenes Gebäude dagestanden. 2005/06 wurde das Gebäude dann von Heinz und Angelika Winkler generalsaniert. Heute ist dort ein Orthopädisches Zentrum eingerichtet.

## Wirtschaft
Nichtlandwirtschaftliche Arbeitsstätten gab es im Jahr 2001 17, land- und forstwirtschaftliche Betriebe nach der Erhebung 1999 64. Die Zahl der Erwerbstätigen am Wohnort betrug nach der Volkszählung 2001 357. Die Erwerbsquote lag 2001 bei 46,91 Prozent. Es gibt 376 Erwerbspersonen in Droß, 211 Männer und 165 Frauen.
Droß ist eine bekannte Weinbaugemeinde und liegt im Weinbaugebiet Kremstal. Es gibt 6 Heurige, die zu verschiedenen Terminen im Jahr geöffnet haben. Im Jahr 2005 war Droß Weinherbstgemeinde in Niederösterreich.

## Verkehr
Droß liegt etwa 10 km von Krems an der Donau sowie rund 80 km von Wien entfernt.
- Straße: Droß hat einen Anschluss an die Kremser Straße (B37).
- Bus: Einen Anschluss an das Schienennetz der ÖBB gibt es nicht, dafür verkehren stündlich Busse von Krems aus nach Langenlois durch Droß.

## Bildung
Die Volksschule Droß-Stratzing ist zu einem Teil in Droß und zu einem Teil in Stratzing. Die 1. und die 2. Klassen sind in Stratzing und die 3. und 4. Klassen in Droß. Der Kindergarten in Droß ist für Kinder aus Stratzing und Droß. Es gibt drei Gruppen, in denen jeweils drei Kindergärtnerinnen sind. Seit 2006 findet auch die Nachmittagsbetreuung von Volksschul- und Kindergartenkindern im Droßer Kindergarten statt.

## Vereine
- Droßer Winzer
- Elternverein der Volksschule Stratzing-Droß
- FF Droß
- Kulturkreis Droß
- Österr. Kameradschaftsbund, OV Droß und Umgebung
- RC Cavallo Droß
- SV Raiffeisen Droß, Sektion Fußball
- Volkstanzgruppe Droß
- KSN Hütte Droß

## Persönlichkeiten
- Franz Krenn (1816–1897), Komponist
- Eugen I. Graf von Falkenhayn (1761–1826), Besitzer von Schloss Droß, in Droß begraben
- Jean-Jacques Langendorf (* 1938), Schweizer Historiker und Autor, wohnt mit seiner Familie im Schloß Droß